# Macowaniella congesta
Macowaniella congesta är en svampart som först beskrevs av Georg Winter, och fick sitt nu gällande namn av Doidge 1921. Macowaniella congesta ingår i släktet Macowaniella och familjen Asterinaceae.   Inga underarter finns listade i Catalogue of Life.